# Kingdom Hearts HD 2.8 Final Chapter Prologue
Kingdom Hearts HD 2.8 Final Chapter Prologue (キングダム ハーツ HD 2.8 ファイナル チャプター プロローグ?, Kingudamu Hātsu HD 2.8 Fainaru Chaputā Purorōgu), reso graficamente come Kingdom Hearts HD II.8 Final Chapter Prologue, è una raccolta videoludica di genere action RPG, prodotta da Square Enix.
Il titolo è stato presentato in occasione della conferenza SCEJA del Tokyo Game Show 2015, accompagnato da screenshot, un trailer e loghi dedicati. La raccolta in questione aggiunge alla rimasterizzazione in alta definizione di Kingdom Hearts 3D: Dream Drop Distance due nuovi elementi che si collegano a Kingdom Hearts III per concludere la "saga di Xehanort": Kingdom Hearts 0.2 Birth by Sleep -A fragmentary passage-, seguito diretto di Birth by Sleep che spiega le vicende di Aqua intrappolata nel Regno dell'Oscurità, e un film su Kingdom Hearts χ chiamato Kingdom Hearts χ Back Cover, che si colloca contemporaneamente agli eventi del gioco e nel quale verranno spiegati alcuni misteri lasciati irrisolti.
Come suggerisce il titolo, con conferma di Nomura, questa raccolta implica che la trama di Kingdom Hearts III sia già cominciata e che proprio la raccolta servirà da trampolino di lancio per il capitolo finale della "saga di Xehanort".

## Giochi

### Kingdom Hearts Dream Drop Distance HD
Nella raccolta è presente una masterizzazione in alta definizione di Kingdom Hearts 3D: Dream Drop Distance, che Nomura dichiarò essere un totale remake del gioco in quanto la versione originale usufruiva del potenziale dei due schermi del Nintendo 3DS. I minigiochi della versione originale che sfruttavano l'utilizzo del touch screen sono stati rielaborati in giochi con un sistema a carte, mentre i nemici sono stati resi leggermente meno offensivi. I comandi ideati per sfruttare lo schermo tattile della console Nintendo sono stati trasferiti su dei controlli fisici: la mappa infatti, che prima figurava sullo schermo inferiore del 3DS, ora è completamente accessibile toccando il touch pad del DualShock 4 così come i Cambiarealtà e la Cartomania sono stati adattati per essere giocati su di un solo schermo.
Altre differenze apportate rispetto al gioco originale sono l'introduzione di nuovi Divorasogni, un consumo sensibilmente ridotto della barra di Caduta, l'introduzione di un sottomenù per il Sistema di Unione e quella di un menù dei comandi apposito per la modalità Tuffo.

### Kingdom Hearts 0.2 Birth by Sleep -A Fragmentary Passage-
Kingdom Hearts 0.2 Birth by Sleep -A Fragmentary Passage- (キングダム ハーツ 0.2 バース バイ スリープ -フラグメンタリー パッセージ-?, Kingudamu Hātsu 0.2 Bāsu Bai Surīpu -Furagumentarī Passēji-), stilizzato come -A fragmentary passage-, riprende gli eventi da dove erano stati lasciati dopo l'Episodio segreto di Kingdom Hearts Birth by Sleep Final Mix.
Raccontato dalla prospettiva di Aqua, questo capitolo si collega a Kingdom Hearts III anche dal punto di vista grafico in quanto entrambi si servono di Unreal Engine 4 e Kingdom Shader. Il prologo, nel quale Topolino inizia a raccontare a Riku e Kairi di come abbia incontrato Aqua nel Regno dell'Oscurità, è ambientato subito dopo il finale segreto di Dream Drop Distance mentre i fatti raccontati cominciano appena dopo il finale dell'Episodio segreto di Birth by Sleep Final Mix (con Aqua che si ritrova al Castello dei sogni), che si chiama appunto "A fragmentary passage".
Il titolo si articola anche tra vari mondi visti in Birth by Sleep quali il Castello dei sogni (che, come detto, costituisce la parte iniziale del gioco) e le Isole del destino, tutti sprofondati nel Regno dell'Oscurità a causa degli Heartless. La durata equivale circa al tempo di gioco di un mondo della serie principale. Le novità nel gameplay sono varie: il sistema di combattimento riprende quello già visto in Kingdom Hearts II, con alcune componenti provenienti da Birth by Sleep come la barra Focus e gli Stili di comando. Come è stato rivelato in una seguente intervista a Nomura, il "comando di reazione" visto nei vari trailer è in realtà un "comando situazionale" ("Situation Command") che la Square Enix ha sviluppato come un'evoluzione del comando di reazione del già citato Kingdom Hearts II, mirato a dare una sensazione più distaccata dal quick-time event che quello del secondo capitolo dava. Come mostrato nel Final Trailer, sono disponibili nuove opzioni di personalizzazione che permettono di modificare il vestito di Aqua. Topolino inoltre entra nel party per una breve sezione del gioco.
Nel gioco è implementato in maniera minima il Fluimoto (utilizzabile solo in congiunzione con Blizzaga o su elementi dello scenario che fungono da "rotaia"), e fin dall'inizio del gioco le magie saranno al livello massimo le quali, come pure in Kingdom Hearts III, lasciano effetti sull'ambiente circostante. Nel gioco sono presenti anche alcuni elementi di quello che in Kingdom Hearts III è stato definito "Corsa libera".
Nomura, in un'intervista, ha asserito inoltre che nonostante tra i due ci potrebbero essere modifiche più o meno grandi, il sistema di 0.2 Birth by Sleep e quello di Kingdom Hearts III avrebbero garantito l'esperienza di "un Kingdom Hearts di qualità PS4".

#### Trama
Prologo - Yen Sid, discutendo dei fatti recentemente avvenuti, dice a Riku, Kairi e Topolino che oramai lo scontro con Xehanort è inevitabile e che devono affrettarsi a trovare i sette guardiani della Luce per difendere le altrettante Principesse del cuore: è necessario quindi che Terra, Ventus e Aqua, dei quali si persero le tracce dieci anni prima, vengano salvati dal loro gramo destino. Yen Sid racconta brevemente cosa successe loro dopo lo scontro con Xehanort e cede la parola a Topolino, che racconta di come incontrò Aqua nel Regno dell'Oscurità.
La storia di Aqua riprende esattamente da dove si era interrotta con "A fragmentary passage", epilogo dell'Episodio segreto di Birth by Sleep. Aqua, con sua sorpresa, si ritrova al Castello dei sogni, casa di Cenerentola, e decide di esplorarlo chiedendosi come mai quel mondo sia nel Regno dell'Oscurità affrontando lungo il suo cammino gli Heartless; durante uno degli scontri intuisce inoltre che il tempo nel Regno dell'Oscurità non esiste mentre nel Regno della Luce avanza inesorabile, e che deve quindi affrettarsi. Inoltre si accorge di come l'Oscurità cambi il paesaggio, distorcendolo e contorcendolo bizzarramente. Dopo aver ricostruito il ponte che collega al castello e affrontato un potente agglomerato di Shadow chiamato Torre demoniaca, si lascia andare ai ricordi e viene interrotta da Terra, alla vista del quale Aqua è scioccata e confusa, ma quando la ragazza cerca di afferrargli la mano si accorge che è solo un'illusione, al che "Terra" svanisce. Aqua rimane scombussolata, ma si rincuora quando capisce che gli abitanti del Castello dei sogni non hanno perito all'Oscurità e continua il suo cammino.
Proseguendo, Aqua si ritrova di colpo nel Bosco dei nani e nota una bara di vetro identica a quella nella quale era stata deposta Biancaneve, nella quale però trova con sbigottimento Ventus, che scompare subito dopo. Aqua si rimprovera per non essere ancora andata a svegliarlo e si accorge che dietro di lei c'è uno specchio. Toccandolo, il vetro sprigiona una forte luce e il braccio del riflesso la afferra e la tira al suo interno: la ragazza si ritrova quindi in quella che sembrerebbe essere la sala di un castello, trovando chiuso il portale da cui è arrivata e venendo accerchiata da altri tre specchi, che si vanno a posizionare su altrettante pareti. Attraversandoli, Aqua si ritrova in altre aree del castello irte di pericoli e trappole, e ad affrontare un "fantasma" di se stessa, che ogni volta diventa più forte. Sconfitta la propria copia, Aqua riflette un momento su cosa significhino queste illusioni e ammette come quel "fantasma" sembri essere la voce di ogni suo dubbio avuto fino ad allora, identificando in esso l'incarnazione delle proprie debolezze e chiedendosi se le ore incalcolabili passate nel Regno dell'Oscurità le abbiano pian piano portato via tutto il coraggio che credeva di avere, riconoscendo che l'Oscurità ha trovato il modo per farla cadere. Aqua attraversa l'ultimo specchio trovandosi stavolta nel Dominio incantato, che è ora avvinghiato da rovi giganti. Davanti a lei appaiono altre due illusioni di Terra e Ventus, le quali si addentrano nei rovi, e Aqua le insegue asserendo che deve raggiungerli anche se ciò significasse cedere all'Oscurità; la ragazza però deve farsi strada tra i rovi i quali, crescendo, la ostacolano finché si ritrova ad affrontare una schiera di Darkside che lentamente aumentano il potere di un gigantesco orbe di Oscurità. Si decide quindi a fermarli arrivando ad affrontarne uno enormemente potenziato dallo stesso globo, che una volta danneggiato però inizia ad assorbire tutti i Darkside e per poco non assorbe anche Aqua, e poi implode spargendo ovunque l'Oscurità.
Aqua quindi riesce finalmente a raggiungere Ventus e Terra. Terra, stupito che Aqua possa vederlo, le spiega che a causa dei forti legami che il suo cuore ha con le tenebre, non può vedere dove si trova però sa di non essere disperso nel Regno dell'Oscurità. Aqua gli chiede se i mondi siano stati vinti dall'Oscurità, ma non si fida della risposta a causa delle illusioni che ha incontrato e chiede a Ven di parlarle; il ragazzo però è ancora in uno stato comatoso. Terra la rassicura ma la avverte che se lo chiama "Terra" è perché il suo cuore lo vede e ricorda in quel modo creando l'immagine che vuole vedere, mentre il vero Terra è sperduto nelle tenebre. Aggiunge dicendo alla ragazza che anche il Ventus che lei vede è un'illusione. Aqua capisce quindi che i due amici sono ancora salvi nel Regno della Luce e domanda come Terra sia riuscito a trovarla. Terra dice di aver guardato nel proprio cuore e di aver sentito la sua voce nell'oscurità, inoltre rispondendo alle ulteriori domande, consiglia ad Aqua di dimenticarsi di lui poiché Xehanort sta cercando Ventus. Aqua risponde però che lo ha nascosto in un luogo sicuro e che se non può parlare è perché sta ancora dormendo, distogliendo lo sguardo da Terra nel dirlo: il ragazzo infatti perde il controllo di sé a discapito di Xehanort, che chiede ad Aqua se il luogo sicuro che intende è la Stanza del risveglio. Aqua risponde istintivamente di sì prima di girarsi nuovamente e vedere che non sta parlando più con Terra. Aqua chiede chi sia in realtà e mentre Terra-Xehanort sta per rivelare il suo nome, lo spirito di Terra gli appare alle spalle e lo trattiene, incitando Aqua a fuggire con Ven. Terra rivela che Xehanort è oramai parte di lui e stava cercando di sfruttarlo per venire a conoscenza dell'ubicazione di Ventus, promettendo che farà il possibile per resistere ma Terra-Xehanort si libera e lo afferra, sorpreso e scocciato che il ragazzo riesca ancora ad opporsi a lui; intanto dietro a Ven ed Aqua si apre un corridoio d'Oscurità dal quale sbucano due mani che li afferrano. Aqua inizia a perdere i sensi ma prima di svenire vede Terra sprigionare tutto il suo potere, evocando delle catene di luce con le quali imprigiona Terra-Xehanort.
Aqua si ritrova quindi a cadere nell'Oscurità ed il suo Trovavia le scivola dalle mani, ma viene preso al volo da Topolino, che la porta in salvo. Aqua però ha appena il tempo di chiedere a Topolino come mai si trovasse lì che entrambi vengono nuovamente attaccati dalla Torre demoniaca. Con qualche difficoltà riescono a sconfiggerla e Topolino, dopo lo scontro, dice ad Aqua che non si sarebbe mai aspettato di trovarla lì: chiedendo spiegazioni l'uno all'altra, Topolino dice ad Aqua che Ven e Terra sono scomparsi e che sono passati dieci anni dall'ultima volta che si sono incontrati; Aqua invece spiega a Topolino cosa le è successo e che l'Oscurità di quel luogo stia oramai lentamente avendo il sopravvento su di lei. Topolino la delucida anche sulla minaccia degli Heartless ai mondi e che lui è in cerca della chiave del Regno dell'Oscurità affinché la porta che collega i due regni possa essere chiusa per salvarli. Però poiché da quando gli Heartless hanno creato scompiglio nei mondi l'unica possibilità di usare un passaggio tra i due regni è quella di entrarvi assieme ad un mondo che vi sta sprofondando, Topolino ha aspettato l'occasione buona e si è intrufolato senza pensare bene a come tornare indietro. Aggiunge inoltre che è stata la luce della ragazza a condurlo da lei. Topolino la invita quindi a cercare assieme la chiave per poi poter fare ritorno, mettendosi in viaggio.
I due esplorano i meandri del Regno dell'Oscurità fino ad arrivare alle Isole del destino. Aqua si ricorda del luogo e racconta a Topolino di come vi incontrò due bambini che aveva considerato come futuri custodi del Keyblade ma poiché percepì che Terra aveva già scelto il suo successore, Aqua decise di non interferire oltre; quando Topolino che furono i piccoli Sora e Riku, capisce che se è quello il posto dove si è rivelato il Keyblade del Regno della Luce allora è nella sua controparte consumata dall'Oscurità che si rivelerà l'altra chiave. Davanti a loro però appare un altro sciame di Shadow più potente di quelli di prima, la Marea demoniaca, che viene sconfitta dopo una difficile battaglia. Una volta entrati nella caverna (il luogo segreto), Topolino intuisce che ciò che cercano debba essere dietro la misteriosa porta presente in quel luogo, ed una volta aperta vi trovano proprio la Catena regale D: ora è tempo che chiudano la porta. Topolino rivela anche ad Aqua che la porta per l'Oscurità fa passare solo le tenebre e hanno bisogno d'aiuto da entrambi i lati per poterla chiudere. Aqua chiede se può essere lei a tenere la porta chiusa, ma Topolino si scusa dicendole che il lavoro è già stato preso "da qualcun altro". Un altro scossone però li interrompe e vengono avvolti da una luce abbagliante.
I due si ritrovano al confine del Regno dell'Oscurità e trovano la porta per l'Oscurità, la porta per Kingdom Hearts. Topolino però aggiunge che anche se non è il Kingdom Hearts che Aqua conosce ed anche se è piccola, è comunque la via d'accesso al cuore di molti mondi e non può assolutamente rimanere aperta: non resta che aspettare l'intervento di Sora per poterla chiudere. Topolino indica Riku ad Aqua e si appropinquano sigillare la porta per i due regni, ma vedono una Torre demoniaca che cerca di cogliere l'opportunità per fuggire nel Regno della Luce e attacca Riku; Aqua la blocca coi poteri del suo Keyblade, dicendo a Topolino di andare senza di lei. Topolino esita e la Torre demoniaca si libera dalla stretta di Aqua, attaccandoli: Topolino subisce la sorte decisamente migliore in quanto la Torre demoniaca semplicemente gli distrugge la maglietta mentre Aqua viene trascinata via tornando alle Isole del destino ed affronta nuovamente gli Heartless, pronta ad aiutare chiunque altro si sarebbe perso nel Regno dell'Oscurità. Dall'altra parte, Topolino si appresta a chiudere la porta che collega i due regni.
Aqua, alle Isole del destino, è sdraiata sulla spiaggia a rimirare le stelle e mentre ripensa a Terra e Ventus, ed assiste alla riformazione dei mondi mentre lei sprofonda nuovamente nelle tenebre. La scena seguente mostra il pezzo iniziale di "Momenti oscuri", l'epilogo di Birth by Sleep, con Aqua che si avvicina ad un incappucciato e semi-amnesico Ansem il Saggio sulla riva del Limitare oscuro.

#### Epilogo -2.9 Il primo volume
Topolino finisce il suo racconto. Riku si sente in colpa perché Aqua si è sacrificata per salvarlo e si rivolge a Topolino chiedendogli perché glielo avesse tenuto nascosto. Il re, rammaricato, gli dà ragione. Yen Sid consiglia a Riku di non essere così affrettato, dato che raggiungere il Regno dell'Oscurità per la prima volta non è mai un compito facile e che, se anche avessero trovato una seconda via d'entrata, nessuno avrebbe avuto le competenze necessarie a salvare Aqua: è per questo motivo che proprio Yen Sid proibì a Topolino di parlarne, poiché se non fosse stato Riku allora sarebbe stato Sora a tentare l'impresa, nonostante nessuno dei due fosse pronto per compierla. Topolino però asserisce che ora possono e che ci andrà con Riku, il quale accetta a occhi chiusi; Kairi, scherzosamente, chiede che fine abbia fatto il vero Riku, sottolineando come sia divenuto più simile a Sora. Riku ammette che è vero, poiché ha tentato per troppo tempo di essere il punto di riferimento per gli altri e che gli è più congeniale seguire il suo cuore. Kairi quindi chiede a Yen Sid cosa può fare per aiutare, dato che era stata convocata apposta alla Torre misteriosa. Yen Sid la informa che ha incaricato Merlino di allenare lei e Lea: Kairi è confusa a sentire il nome "Lea", ma rimane attonita quando Topolino le spiega che è la persona originale di Axel. Kairi è un po' restia all'idea ma Topolino e Riku la convincono a dare fiducia a Lea.
Yen Sid allora dona a Topolino e Riku dei nuovi abiti confezionati dalle tre fate madrine che li avrebbero protetti dagli influssi dell'Oscurità, dopodiché i tre partono ognuno per la propria meta.
Qualche tempo dopo torna alla Torre anche Sora. Viene accolto da Paperino e Pippo, che cominciano a chiedergli cosa avesse fatto durante il suo allenamento, ma Sora dice loro che sia un segreto. Sora quindi si appresta a fare un'entrata a sorpresa ai suoi amici, ma quando apre la porta si accorge che non sono più allo studio di Yen Sid come si aspettava. Yen Sid informa Sora della partenza di Riku, Kairi e Topolino, il che lo intristisce un po' mentre Paperino gli addossa la colpa di aver fatto tardi. Yen Sid interrompe la discussione tra i due per informare Sora che per sconfiggere Xehanort c'è bisogno di radunare altri alleati destandoli dal sonno, e che l'esame del Simbolo di maestria a lui e Riku sottoposto serviva proprio per destare questa capacità. Però non tutto è andato come previsto e Sora non è neanche lontanamente vicino al poterla padroneggiare. Inoltre quando il maestro Xehanort lo ha preparato per farlo diventare il suo ultimo recipiente, Sora è stato spogliato di gran parte delle sue abilità, cosa che lui stesso aveva già notato ma della quale non fa un gran dramma visto che non è la prima volta che è accaduto. Yen Sid li informa anche che Cip e Ciop stanno analizzando i dati che Ansem il Saggio ha dato a Riku quando è entrato nel suo cuore per risvegliarlo, che potrebbero metterli sulla retta via per trovare ciò che cercano. Yen Sid aggiunge però che la più grande opportunità di fermare Xehanort risiede proprio in Sora, e che se il ragazzo seguisse il suo cuore riuscirebbero a trovare tutti i guardiani della Luce, anche se prima è necessario che Sora acquisisca di nuovo tutto il potere che ha perduto: Yen Sid non spera in un recupero totale ma l'importante è che Sora riesca a padroneggiare nuovamente il potere del risveglio; quindi, per guidarlo nel suo recupero, gli consiglia di far visita a qualcuno che perse tutto il suo potere ma riuscì a riottenerlo, un "vero eroe". Lo stregone quindi affida Sora nelle mani di Pippo e Paperino, che giocosamente lo scherniscono sul non aver passato l'esame prima di partire.
Una volta in viaggio sulla Gummiship, Sora non sa come poter arrivare alla loro meta dato che tutti i Ponti tra i mondi si sono richiusi. Pippo gli suggerisce quindi di ricordare il consiglio di Yen Sid e seguire il proprio cuore, al che Sora, dopo un momento di riflessione, evoca il suo Keyblade ed apre un Ponte avviandosi finalmente per il Monte Olimpo.

### Kingdom Hearts χ Back Cover
Kingdom Hearts χ Back Cover racconta la storia dei Veggenti dalla loro prospettiva, rivelando nuove parti della storia della serie in un'edizione cinematografica simile a quella proposta con Kingdom Hearts 358/2 Days e Kingdom Hearts Re:Coded rispettivamente in Kingdom Hearts HD 1.5 ReMIX e Kingdom Hearts HD 2.5 ReMIX. Nomura ha inoltre rivelato che il motore grafico utilizzato per χ Back Cover è lo stesso di Kingdom Hearts III. Nonostante numerose fonti riportassero che il film durasse di circa ottanta minuti, χ Back Cover ha una durata invece di poco meno di un'ora.

#### Trama
Questione di Luxu - All'interno della torre dell'orologio, il Maestro dei Maestri spiega a Luxu cosa voglia dire essere "il settimo indisponibile", interrogandosi se non fosse lui stesso quel settimo e dona all'allievo il suo Keyblade. Chirithy, fuori campo, spiega brevemente come nelle sue misteriose e maliziose macchinazioni, il Maestro diede a Luxu il compito più importante, che sarebbe stato poi il punto cardine di tutti gli eventi a venire.
Chirithy continua spiegando come quella che verrà chiamata "l'era delle fiabe" cominciò ad Auropoli. Il Maestro dei Maestri aveva un occhio che guardava nel futuro e diede a cinque dei suoi sei allievi una copia del Libro delle Profezie, contenenti il sapere su ciò che sarebbe avvenuto.
Questione di Ira - Dopo una parziale analisi del Libro delle profezie, Ira raggiunge il Maestro per chiedergli se ciò scritto nell'ultimo passaggio sia vero; il Maestro conferma aggiungendo che sia un peccato e che se mai un giorno lui dovesse scomparire, conta su Ira nel guidare gli altri. Ira è confuso nel sentire ciò ed il Maestro gli risponde che non sa spiegare bene il concetto della sua "sparizione". Tuttavia il Maestro cambia discorso, descrivendo come nella miriade di mondi che compone Auropoli, tutti erroneamente credono che la luce di Kingdom Hearts durerà per sempre: Ira dice che difendere quella Luce fu il movente per cui il Maestro addestrò i Veggenti ma il Maestro lo prende in contropiede dicendogli che non è così, citando quindi l'ultimo passaggio del Libro:
(L'ultimo passaggio del Libro delle profezie)
Ira è sbigottito al sentire che la guerra è inevitabile ed il Maestro gli consiglia di concentrarsi su ciò che verrà dopo la guerra, dato che non è possibile cambiare il destino, incalzando la convinzione di Ira che solo sette persone bastino a salvare il mondo. Ira però vuole comunque provare ed il Maestro se ne va ridacchiando.
Chirithy riprende il suo racconto, presentando e spiegando il ruolo dei sei allievi: Ira sarebbe stato la guida dei cinque Veggenti su ordine del loro Maestro, succedendolo; Invi avrebbe avuto un compito simile vegliando sugli altri con occhio imparziale; Aced avrebbe dovuto sostenere la loro nuova guida Ira e fargli da braccio destro; Ava aveva ricevuto il compito di preparare dei custodi del Keyblade straordinari per il mondo che sarebbe venuto; Gula ebbe il compito di risolvere gli enigmi nascosti nel Libro delle profezie. Infine Luxu, che ottenne il suo ruolo per primo, dovette osservare da lontano i suoi compagni mentre venivano introdotti ai loro compiti e poi svanì. Poco dopo anche il Maestro dei Maestri svanì senza lasciare traccia alcuna. Chirithy rivela quindi che questo fosse questo il momento nel quale la storia del giocatore ebbe inizio: i cinque allievi rimasti, ognuno guidato dal Libro delle profezie, creò la propria Unione reclutando giovani custodi del Keyblade per sconfiggere gli Heartless e recuperare la Luce, tutto ciò sempre secondo le direttive del Maestro dei Maestri.
I cinque Veggenti si stanno riunendo in quello che era lo studio del Maestro dei Maestri. Ira inizia a parlare con tono serio, asserendo che c'è un traditore fra di loro. Gli altri quattro lo guardano confusi ed Invi chiede se ne avesse le prove, Ira quindi evoca un Chirithy. Ava chiede se fosse un Chirithy oscuro, Invi quindi allarmata scatta in piedi dalla sedia e chiede a sua volta se quello fosse un Incubo. Gula, Ava e Aced si rivolgono tutti verso Ira, allarmati a loro volta.
Il Maestro dei Maestri si siede alla sua scrivania tenendo un Chirithy in un'ampolla, presetando la sua creazione ai Veggenti e spiegando che questi esseri, affiancati ognuno ad un custode del Keyblade, avrebbero permesso loro di verificare qualora qualcuno fosse stato deviato dall'Oscurità poiché il Chirithy assegnatogli diventerà un Incubo; il Maestro aggiunge anche che se quel determinato Chirithy non verrà fermato allora devierà anche altri custodi creando un'armata di Incubi. Aced si inserisce dicendo che quindi se mai vedessero un Chirithy Incubo debbano neutralizzarlo all'istante, ma viene preso in giro dicendo che non a lui basterà il suo aspetto minaccioso ad eliminare l'Incubo.
Tornati alla discussione, Aced afferma saldamente di non essere lui il traditore e Gula dice che basterebbe che tutti evocassero il proprio Chirithy per sapere chi è stato corrotto. Invi però fa notare che i Chirithy così come i custodi sono moltissimi ed evocare un Chirithy che non sia corrotto sarebbe un'inezia per loro cinque quindi è una soluzione da scartare. Ava inoltre aggiunge che quel Chirithy oscuro che Ira ha trovato potrebbe anche non essere di qualcuno tra loro cinque ma che potrebbe appartenere a chiunque. Ira però che la cosa è improbabile e sposta l'attenzione sullo strumento dato agli altri custodi del Keyblade per renderli più forti: Ira è certo che sia opera degli Incubi. Ava credeva che siccome quei bracciali fossero in grado di assorbire energia oscura erano tutti d'accordo che andasse bene che i custodi lo portassero con loro, Ira però ricorda che accumularla è un conto mentre usarla è come usare il potere dell'Oscurità stessa. Gula ammette che sia un piano eccellente poiché i Chirithy sono identici nell'aspetto ed i custodi del Keyblade sono numerosi, quindi non c'è modo di definire i colpevoli; Ava ammette anche tristemente che oramai tutti hanno il proprio bracciale. Aced quindi chiede come faranno a trovare chi ci sia dietro tutto ciò, Ira risponde che siccome quei bracciali non possono essere stati acquistati da chiunque crede che il colpevole sia uno tra loro cinque. Invi però non è d'accordo e chiede come facciano a sapere se i bracciali effettivamente sfruttino il potere dell'Oscurità e se sia colpa di un Incubo, e che quindi non dovrebbero saltare a conclusioni affrettate. Aced quindi redarguisce Ira di aver piantato forti dubbi tra loro cinque chiedendosi se si aspettava che il traditore si sarebbe mostrato col suo discorso, additandolo come incosciente. Invi ferma Aced, che se ne va ritenendo che il Maestro abbia fatto la scelta errata nel decidere la loro guida. Subito dopo, non ritenendo che ci sia altro di cui discutere, se ne vanno anche Gula ed Ava.
Ira ammette che le cose non siano andate come sperava ed Invi gli chiede cosa non vada in lui poiché ciò che ha fatto non è una cosa che farebbe normalmente. Ira rivela che è dato da una Pagina perduta, una pagina mancante dai loro Libri delle profezie. Continua dicendo che le loro copie del Libro dovrebbero contenere tutti gli eventi futuri, ma dell'incidente di cui hanno appena discusso non vi è traccia. Invi chiede come mai questo fatto si leghi alla presenza di un traditore ed Ira risponde che nella sua copia questa pagina manca lasciando una sorta di vuoto. Invi chiede ad Ira se ritiene che qualcuno sia in possesso della Pagina perduta e che la persona col Libro completo sia il traditore, Ira risponde che c'è qualcosa che sta accadendo e che la mancanza sospetta di una pagina dal Libro non rende inverosimile la presenza di un traditore il quale, in possesso della Pagina perduta, sia caduto nelle tenebre. Invi intanto controlla la sua copia e non trovando a sua volta la Pagina, inizia a ritenere che Ira possa aver ragione. Invi però si chiede se il dare la Pagina perduta solo ad uno di loro non fosse parte del piano del Maestro. Ira non sa dare una risposta aggiungendo che il Maestro è andato, Invi quindi promette ad Ira che terrà d'occhio gli altri e lo terrà informato, anche perché è ciò che le ha chiesto il Maestro. Invi quindi se ne va, non prima di dire ad Ira di seguire il proprio cuore.
Questione di Invi - Il Maestro chiama a sé una titubante Invi, dicendole che il suo ruolo sarà osservare i suoi compagni, giudicandoli giustamente: il Maestro sottolinea che quando Ira lo succederà, Invi dovrà essere la mediatrice tra i cinque per mantenere l'armonia tra loro. Invi è insicura delle sue capacità ma il Maestro, scherzando sul fatto che forse lei vuole davvero che se ne vada, la rassicura e le ricorda di seguire sempre il suo cuore.
(Il "motto" del Maestro dei Maestri, in seguito tramandato di generazione in generazione tra custodi del Keyblade)
Qualche giorno dopo la raccolta dei Veggenti, Aced, Gula ed Ava si riuniscono in un edificio sgombro di Auropoli per parlare. Aced che fino ad allora aveva visto in Ira la guida perfetta per loro cinque ora sente la fiducia che riponeva in lui in qualche modo tradita, domandando a Gula ed Ava cosa ne pensino al riguardo. Gula ammette a mani basse di non credere alle accuse di Ira poiché, come spiegato da Invi, ritiene che siano infondate e prive di logica. Ava però crede che magari Ira non abbia voluto dir loro tutto in proposito. Aced riprende asserendo che deve dire loro tutto poiché sono comunque compagni, senza badare ai sospetti. Gula non la pensa esattamente come Aced su questo frangente, ma gli chiede di arrivare al punto avendo intuito che non li ha radunati solo per lamentarsi ed ottenne una risposta: Aced vuole che loro tre formino un'alleanza. Ava ribatte che le alleanze siano proibite e Gula ammette di aver immaginato già questa sua richiesta, chiedendo che si dovrebbe fare se si unissero le forze e se si fossero quindi confrontati con Ira. Aced dice che confrontarsi con lui sarebbe inutile dato che non cambierebbe idea; Aced sa che deve esserci lo zampino dell'Oscurità dietro a ciò che sta accadendo ma non crede affatto che possa esserci un traditore fra loro cinque, aggiungendo come Ira stia solo perdendo tempo nel cercare di identificare il traditore. Aced quindi fa leva sul fatto che se l'Oscurità è all'opera comunque c'è bisogno d'agire ottenendo il consenso dei due, ma Ava sottolinea ancora come formare alleanze è stato proibito loro dal Maestro. Aced sommessamente dice che lui però non è più tra loro, e Gula decide che formerà un'alleanza con Aced solo se sarà tra loro due, senza coinvolgere le Unioni. Ava è sorpresa e Aced si gira verso lei per ottenere la sua risposta, ma Ava si tira fuori volendo seguire gli insegnamenti del loro Maestro. Aced capisce i motivi della scelta dell'amica senza contestare. Gula quindi chiede ad Aced se Ira ed Invi sapessero del loro incontro, Aced gli dice che non ha voluto parlarne con Ira per ovvie ragioni ma proprio in quel momento, i tre vengono raggiunti da Invi, invitata da Aced. Invi è sorpresa di vedere Ava e Gula con Aced e quindi chiede spiegazioni. Aced dice anche a lei che vuole formare un'alleanza tra le Unioni e che Gula ne fa già parte, Invi lo interrompe ricordandogli di star infrangendo il volere del Maestro e Aced controbatte dicendo che non hanno scelta se vogliono riuscire a contrastare l'Oscurità. Invi gli ricorda che il Maestro ha specificatamente detto loro di mantenere ognuno il compito da lui assegnatogli e di non congiungere le Unioni per non creare squilibri di potere poiché ogni iniquità porterebbe a fame di potere, all'Oscurità, e chiedendosi quindi se non sia proprio Aced ad essere macchiato di Oscurità, frase quest'ultima della quale Invi si pente subito di averla detta. Aced, innervosito, tiene testa ad Invi chiedendole se magari anche lei non lo sia, essendo la "spia" che li tiene d'occhio e va a riferire ad Ira, chiedendole se davvero crede di non avere Oscurità nel suo cuore a causa del suo compito. Invi gli ricorda che quello è il suo ruolo, ma Aced la corregge rammentandole che il suo ruolo è di controllarli e non di fare ogni volta rapporto ad Ira. Invi non sa come controbattere e Aced rivolge le accuse su lei ed Ira, dicendo che per quanto ne sanno potrebbero essere loro due coloro a complottare alle loro spalle. Invi conclude la discussione mentre Ava ne rimane visibilmente turbata.
Dopo che i quattro si separano, Ava va alla piazza della fontana ancora impensierita per l'accaduto e chiedendosi quando queste tensioni finiranno. Viene raggiunta da Ephemer, che chiede alla maestra di potersi unire a lei. Il ragazzo nota subito il turbamento di Ava e le chiede cosa fosse successo, ma Ava gli risponde solo che è stata una "giornata lunga"; tra i due inizia un discorso sul perché le Unioni non collaborino ma piuttosto competano tra loro, con Ava che ammette di esserselo sempre chiesto e di pensare al perché il loro maestro avesse voluto così. Ava ricorda ad Ephemer come già una volta le disse che stesse cercando delle risposte e risolvere i misteri riguardo ai mondi continuando a credere che bisogni fare così, ragionando sulle cose pensando a sé stessi. Ephemer è abbastanza stravolto dalla risposta, aggiungendo come ciò detto da Ava non sia proprio da lei ma che forse anche i Veggenti hanno le loro giornate no: Ephemerdice ad Ava che forse parlare del Libro delle profezie la tirerà su di morale ma Ava risponde con un secco "nemmeno per sogno", lasciando Ephemer visibilmente malcontento. Ava incalza scanzonatamente il ragazzo ed Ephemer tenta di cavarsela rispondendo di star solo scherzando, Ava però aggiunge che se le Unioni lavorassero assieme e fossero amichevoli tra loro sarebbe meraviglioso. Ephemer è d'accordo ed infatti racconta ad Ava di come si sia fatto un amico che è di un'Unione diversa dalla sua, un tipo non molto loquace ma forse semplicemente timido col quale avrebbe dovuto incontrarsi il giorno dopo; Ava quindi consiglia al ragazzo di andare a dormire per essere pronto per l'appuntamento del giorno dopo, consiglio che Ephemer segue subito ringraziando andandosene via Ava per la conversazione e dicendole di tirarsi su. Ava, una volta andato via Ephemer, riflette su come vorrebbe lasciare il mondo a ragazzi che la pensano come lui e, alzando lo sguardo al cielo, nota un gruppetto di soffioni librarsi portati dal vento, augurando "ai suoi denti di leone" di essere sospinti lontani dalla corrente.
Alla torre dell'orologio, Invi fa ritorno e Ira le chiede se ha scoperto qualcosa. Invi riferisce dell'alleanza tra Aced e Gula, ed Ira le risponde dicendo che alla fine il traditore si è rivelato essere Aced. Invi però non crede che Aced sia il traditore dato che lo scopo dell'alleanza fatta con Gula è quello di contrastare l'Oscurità. Ira però ribadisce che questo tipo di alleanze è stato loro proibito ed infatti Invi dice che aveva già pensato di provare a convincere i due a scioglierla. Ira vuole farlo lui stesso ma Invi gli chiede di farsi da parte poiché rischierebbe solamente di aumentare l'astio che Aced ha nei suoi confronti, Ira è d'accordo. Invi però conclude che a causa dei sospetti che Aced comincia ad avere su loro due, avrebbe diminuito la frequenza con la quale avrebbe fatto rapporto, scelta alla quale Ira non si oppone. Ira quindi torna a studiare il Libro.
Qualche mese più tardi, Aced e Gula si rivedono all'edificio dismesso dove si allearono e Gula esprime ad Aced la sua volontà di interrompere l'alleanza. Aved chiede le sue motivazioni e Gula risponde di essere entrato a farvi parte poiché credeva che si sarebbero preparati per combattere l'Oscurità incombente ma nulla di ciò è accaduto, così come è da un po' di tempo che non avvenuto qualche incidente sospetto, inoltre Aced non ha nemmeno ottenuto il supporto di altre parti. Gula sostiene quindi che la loro alleanza si stia rivelando inutile, lasciandosi scappare che anche Invi concorda con lui. Aced chiede innervosito a Gula se è stata proprio Invi a chiedergli di rompere la loro alleanza ottenendo un sospettoso "forse" da Gula, che però continua asserendo che l'idea di fare ciò sia stata sua. Aced, in uno scatto d'ira, strattona Gula a sé dicendogli che non sanno ancora chi sia il traditore, ma Gula ribatte che è proprio per questo che vuole far saltare l'accordo. Aced, amareggiato dalla decisione del suo amico, lascia andare Gula che se ne va dicendo semplicemente che non può fidarsi di nessun altro a parte sé stesso. Aced tenta di fargli cambiare idea asserendo che da solo non avrebbe possibilità alcuna contro l'Oscurità, ma Gula va via chiedendo scusa ad Aced e dicendo che oramai ha deciso. Rimasto solo, Aced giura che Invi si pentirà di ciò che ha fatto.
Questione di Aced - Aced viene convocato dal Maestro, il quale inizialmente finge di non ricordare il perché Aced sia lì per poi spiegargli che dovrà essere il braccio destro di Ira. Aced ha difficoltà a capire il suo ruolo, in parte perché vorrebbe essere lui a guidare i Veggenti, ma il Maestro gli fa capire che sebbene chiunque vorrebbe avere il comando, in pochi si rivelano adatti, ed il compito di Aced sarà quello di risolvere le impasse qualora Ira si trovi in difficoltà. Il Maestro ribadisce che non sa se veramente un giorno scomparirà o meno, ma afferma che anche una persona sagace come Ira può avere momenti di sbandamento e che starà a lui in quei frangenti cavare d'impaccio i Veggenti ed Ira. Aced, afferrato finalmente il concetto, annuisce fiero e soddisfatto mentre il Maestro gli augura buona fortuna ricordandogli di seguire il proprio cuore.
Tornati al momento della narrazione, Aced è convinto a prendere in mano la situazione e attacca Invi per tutta Auropoli. Grazie alla sua possenza, Aced inizialmente mette alle strette Invi disarmandola, chiedendole durante il loro scontro perché gli metta i bastoni tra le ruote. Invi lo avvisa di non essere così presuntuoso e di star solo mantenendo l'equilibrio come chiestole dal Maestro, cercando di calmarlo. Aced, preso un attimo di fiato, lentamente si avvicina ad Invi dicendo che se non faranno qualcosa, la Luce si estinguerà e non potranno quindi evitare il tristo destino che li attende, concludendo che devono andare contro gli insegnamenti del Maestro per proteggere il mondo. Invi risponde chiedendo ad Aced se stesse insinuando che il Maestro si sbagliasse e Aced ribadisce che non permetterà che la profezia del Maestro si avveri e che il mondo cada per colpa dell'Oscurità. Aced scatena un potente attacco contro Invi, ma questa contrattacca facendo arretrare Aced. Intanto Gula ha assistito nell'ombra a tutta la scena e, vedendo Ava arrivare per il trambusto, richiama la sua attenzione ed assieme vanno da Invi. Ava chiede ad Invi cosa succede e le risponde che purtroppo ha trovato il traditore; Ava non vuole crede che Aced sia il traditore ed è titubante ma anche Gula, evocando il proprio Keyblade, la invita ad agire. Vedendosi tradito dai suoi amici, Aced ripete a se stesso la frase che soleva dire loro il Maestro e li attacca.
La scena seguente mostra il risultato dello scontro, con una parte di Auropoli devastata dai colpi dei quattro custodi del Keyblade. In un vicolo ombrato non distante c'è Gula, intento a leggere una pagina un po' rovinata.
Questione di Gula - Gula entra nello studio mentre il Maestro è immerso nel lavoro, ma mentre sta per andare via, il Maestro strappa una pagina dal Libro delle profezie e la porge al giovane, una pagine che non è presente in nessuna delle copie del Libro: la "Pagina perduta". Gula è confuso dal contenuto della pagina, che gli viene spiegato dal Maestro contenere il suo ruolo: Gula dovrà trovare il "traditore" citato nella pagina, e Gula deduce che i compiti assegnati loro dal Maestro serviranno proprio per verificare chi sarà tra loro. Imbronciato perché Gula ha capito tutto prima che potesse spiegare qualcosa, il Maestro consiglia a Gula di agire come se niente fosse e di fidarsi di nessun altro all'infuori di se stesso, contando che il Veggente rimarrà lucido anche di fronte al traditore.
Gula finisce di rileggere la pagina e si ripete le parole dettegli dal Maestro prima di incamminarsi. Raggiunge quindi Aced, sfiancato e malridotto dallo scontro di prima, chiedendogli se volesse sapere quale sia il proprio ruolo. Gula rivela ad Aced che le loro copie del Libro sono incomplete, mancanti della Pagina perduta, sulla quale vi è scritto che tra loro c'è un traditore e che il Maestro gli ha dato il compito di fermarlo. Aced è adirato con Gula e non gli importa se crede veramente che sia il traditore e se vuole neutralizzarlo, quello che lo fa infuriare è che sapeva che tra loro ci fosse un traditore e tutto quello che ha fatto è stato guardare in silenzio mentre gli altri quattro si combattevano l'un l'altro. Gula intima ad Aced di fermarsi date le sue condizioni, ma questi evoca il proprio Keyblade e riesce a stendere Gula nonostante tutto. Intanto sopraggiunge Ava, la quale vede Gula stramazzare a terra e corre a fargli da scudo, implorando Aced di fermarsi. Aced non sa che fare ed esita, ma decide di lasciar stare e se ne va, deluso anche da Ava. Ava quindi si mette a sorreggere un'incosciente Gula, chiedendosi perché stesse accadendo ciò.
Nei vicoli, un malridotto Aced si allontana sotto la pioggia e, per il suo stupore, viene raggiunto da Ira: credendo che sia venuto a finirlo, si accascia quindi al suolo. Ira però gli dice che non è per quello che fosse lì ma per adempiere al suo ruolo, dicendo che non fosse il loro compito quello di provare ad alterare gli eventi del futuro ma di far sì che la Luce potesse sopravvivere anche se a difenderla sono solo cinque luci. Aced è sconvolto a sentire che Ira lo ritiene ancora uno di loro e lo appunta sottolineando come solo lui potesse essere ancora così gentile dopo tutto quello che è successo, e che sia per questo che lo rispetta. Aced però non è convinto che le luci siano cinque e sottopone ad Ira la questione di Gula, avvertendolo che stesse usando le conoscenze della "Pagina perduta", a loro altri ignote, per trovare l'identità del traditore; Aced sottolinea anche il fatto che non lo perdonerà per averli tenuti all'oscuro di tutto, ritenendo ciò il più grande dei tradimenti. Ira rassicura l'amico non nascondendo che vuole pensare che Gula stesse solo svolgendo il compito a lui assegnato e che si occuperà della faccenda, chiedendo ad Aced di non parlarne con nessun altro. Ira quindi se ne va, mormorando tra sé e sé che deve vedere quella pagina.
La scena si sposta qualche giorno dopo con Ava che accusa Invi di aver rivelato ad Ira il luogo dove lei si stesse nascondendo, chiedendole se avesse pensato a cosa sarebbe potuto succedere. Invi però le chiede cosa la infastidisca dato che, oltre a gestire la sua Unione, Ava stesse addestrando i migliori custodi del Keyblade di tutte le Unioni di nascosto: Ava le risponde urtata che quello fosse il suo ruolo. Invi chiede scusa mortificata per aver calcato troppo la mano ma anche Ava si accorge di essere stata troppo frettolosa nei suoi confronti e si scusa a sua volta. Invi chiede ad Ava cosa volesse Ira e le risponde che le ha chiesto di vedere Gula, cosa che ha inquietato Ava a causa dello sguardo che Ira le ha rivolto; Ava però ha tenuto il segreto ed Ira se n'è semplicemente andato. Invi chiede come stia Gula ma Ava non sa rispondere dato che è sparito.
In un flashback si vede infatti Ava, di fianco i canali di Auropoli, nascondendosi con Gula mentre sopraggiunge Chirithy ad avvisarla che qualcuno stesse venendo verso di loro. Ava lascia Gula nelle mani di Chirithy e sale sul ponte incontrando Ira, chiedendogli cosa fosse successo. Ira le risponde che sa che Gula è in zona e le chiede di dirgli dove sia. Ava chiede perché ma Ira le dice che non è nulla che la riguardi, allora Ava blocca Ira dicendogli che non gli permetterà di avvicinarsi a lui. Ira decide di andarsene e Ava torna subito da Gula, trovandolo intento a rialzarsi. Gula chiede alla ragazza se stesse accadendo qualcosa ed Ava le dice dell'arrivo di Ira. Gula capisce, dicendo di sapere che quel momento sarebbe arrivato. Gula speiga ad una confusa Ava della Pagina perduta e di cosa vi ci sia scritto: un "inevitabile tradimento", e di qualcuno che "porta con sé il sigillo". Gula però ammette che gli indizi della pagina sono troppo ambigui e che non gli siano d'aiuto. Le racconta anche che sospettava di Aced e si scontrò con lui, ottenendo i risultati mostrati. Ava non capisce perché Gula le stia raccontando ciò; Gula però la rincuora e biasima se stesso per essersi affidato ai soli contenuti della pagina ed è per questo che deve capire chi il traditore sia. Ava chiede come vorrebbe fare e Gula espone l'unico modo che gli viene in mente: richiamare a loro il Maestro evocando Kingdom Hearts. Ava ribatte con forza ricordando a Gula che fosse proibito ma Gula sostiene che è proprio questo il punto, che il Maestro sarebbe tornato quando avrebbero infranto le regole, e che se nulla verrà fatto al riguardo, giungerà la fine. Però Gula ammette che non ha abbastanza Lux per poterlo fare e quindi supplica Ava di aiutarlo, ma questa gli dice non lo avrebbe aiutato a causa delle ripercussioni che tutto ciò avrebbe provocato. Gula quindi si alza e va via zoppicante, incoraggiando Ava a seguire il proprio cuore.
Finito il flashback, Invi è messa al corrente da Ava e la ragazza quindi capisce il perché delle azioni di Ira e Aced, collegandole alla loro volontà di mantenere l'equilibrio. Invi però ammette che non è questo l'equilibrio che volevano mantenere e che collezionare la Luce solo per se stessi finirà per mettere i custodi del Keyblade gli uni contro gli altri, scatenando una "guerra dei Keyblade". Ava fa quindi notare che allora tutto ciò che è stato scritto nel Libro si sarebbe avverato e chiede ad Invi che cosa farà, Invi risponde che anche lei si metterà a raccogliere Lux per mantenere l'equilibrio ed esorta Ava a fare altrettanto per ritardare l'inevitabile.
Ava quindi va alla fontana osservando lì i denti di leone (i tarassaci in fiore), che le suggeriscono una soluzione.
Questione di Ava - Convocata nel suo studio, il Maestro dice ad Ava che c'è un modo per evitare che la Luce si estingua nella guerra: il Maestro dice alla giovane che il suo ruolo sarà quello di non partecipare al conflitto, e di dimenticare il concetto di Unione per trovare custodi del Keyblade con talento così da creare un gruppo che, come frutti di tarassaco al vento, potranno arrivare verso altri mondi affinché mantengano la Luce viva. Ava è tutibante sul suo compito ma il Maestro ribadisce che lei sia l'unica persona in grado di farlo.
Ava si è riunita con i Denti di leone alla fontana per continuare il loro addestramento ma, a differenza degli altri, questo si sarebbe svolto all'interno di un mondo onirico. Ava, stupendo e confondendo i giovani custodi, dice loro che siano la loro speranza e che siccome presto verrà scatenata una guerra: Ava dice che coloro che intendono proteggere la Luce useranno i propri Keyblade contro i loro alleati per adempiere ai compiti della propria Unione e ammette che non sa per quanto lei potrà guidarli, ma li avvisa che chiunque può cedere all'Oscurità. Continua dicendo che dalla guerra non emergeranno vincitori e tutto sarà perduto, tutto tranne loro che non prenderanno parte alla guerra ma che invece voleranno via verso il mondo esterno; e che proprio questo allenamento che stanno per iniziare li aiuterà a completare la parte più importante della loro missione. Infine rammenta loro che la luce dei mondi così come il futuro è nelle loro mani, incoraggiando tutti loro a seguire ognuno il proprio cuore.

#### Epilogo -Questione di Luxu
Il Maestro ha dato a Luxu il proprio Keyblade, una chiave "innominata", spiegandogli che vi ha incastonato il suo stesso occhio e che il suo compito sarà quello di far sì che, a partire da lui, quel Keyblade venga tramandato di maestro in allievo e così via cosicché possa continuare a vedere nel futuro: il fatto che il Libro delle profezie esista è inoltre prova del successo di Luxu, lasciando il ragazzo confuso. Il Maestro continua spiegando che nel suo compito sarà da solo e, per evitare paradossi, non gli fornirà una copia del Libro delle profezie; gli dà anche il compito di osservare cosa accadrà agli altri e poi andare via portando con sé una grossa cassa che non potrà mai aprireù; il Maestro gli rivela comunque cosa c'è al suo interno, cosa che scuote un po' Luxu, e aggiungendo che vedrà in futuro a cosa serve.
Luxu si ritrova in una landa desolata e desertica, cassa al fianco e Keyblade alla mano: l'allievo guarda il Keyblade e, prima di intraprendere il proprio viaggio, si dà forza ricordandosi di seguire il proprio cuore.
| Personaggio         | Doppiatore giapponese | Doppiatore inglese  |
| ------------------- | --------------------- | ------------------- |
| Maestro dei Maestri | Tomokazu Sugita       | Ray Chase           |
| Maestro Ira         | Yūichirō Umehara      | Matthew Mercer      |
| Maestra Invi        | Kana Hanazawa         | Karissa Lee Staples |
| Maestro Aced        | Subaru Kimura         | Travis Willingham   |
| Maestro Gula        | Kaito Ishikawa        | Kevin Quinn         |
| Maestra Ava         | Yume Miyamoto         | Isabela Moner       |
| Luxu                | Kenjirō Tsuda         | Max Mittelman       |
| Ephemer             | Yūto Uemura           | Michael Johnston    |
| Chirithy            | Tomoko Kaneda         | Lara Jill Miller    |

## Distribuzione
Kingdom Hearts HD 2.8 Final Chapter Prologue è stato pubblicato il 12 gennaio 2017 in Giappone ed il 24 gennaio 2017 nel resto del mondo. Era originariamente previsto per dicembre 2016, ma la data di uscita venne posticipata a causa del rinvio al 29 novembre 2016 di Final Fantasy XV. Successivamente è stato pubblicato solo in digitale insieme a HD 1.5 + 2.5 ReMIX per Xbox One il 18 febbraio 2020.

## Accoglienza
| Testata                         | Versione | Giudizio |
| ------------------------------- | -------- | -------- |
| Metacritic (media al 28-1-2017) | PS4      | 76/100   |
| Metacritic (media al 28-1-2017) | XONE     | 82/100   |
| Destructoid                     | -        | 7,5/10   |
| Famitsū                         | -        | 34/40    |
| Game Informer                   | -        | 8,5/10   |
| GameSpot                        | -        | 7/10     |
| GamesRadar+                     | -        | 4/5      |
| IGN                             | -        | 7,5/10   |

Kingdom Hearts HD 2.8 Final Chapter Prologue ha ricevuto recensioni "generalmente favorevoli", secondo l'aggregatore di recensioni di videogiochi Metacritic. Ha venduto 137 797 copie nella prima settimana di uscita in Giappone.
I revisori hanno universalmente elogiato la ricostruzione grafica di Kingdom Hearts: Dream Drop Distance su PlayStation 4 rispetto alle sue origini su Nintendo 3DS. USgamer ha definito "adorabile" la conversione del gioco da una base di partenza ottimizzata per un sistema di gioco portatile a due schermi a uno per console fissa. Game Informer ha anche lodato i miglioramenti visivi apportati dalla nuova versione del gioco.  Tuttavia, GameSpot ha criticato la mancanza di qualsiasi altra modifica al titolo, come il popolamento dei "mondi vuoti e troppo spaziosi" del gioco. USgamer ha anche elogiato il titolo "A Fragmentary Passage" per essere una sorta di tech demo di Kingdom Hearts III.
I critici hanno avuto opinioni contrastanti sul valore della collezione e delle sue storie. Jonathan Dornbush di IGN ha affermato che la collezione è "un ottimo assaggio di ciò che verrà, ma il ritorno al passato è un antipasto a volte insoddisfacente". Anthony John Agnello di GamesRadar si è dichiarato d'accordo, affermando che "Kingdom Hearts HD 2.8: Final Chapter Prologue è essenziale per i fedeli, sconcertante per i nuovi arrivati e un promettente inizio per la vita della serie su PS4". Chris Carter di Destructoid ha definito il titolo "un gioco solido che ha sicuramente un pubblico. Potrebbe mancare di rigiocabilità, potrebbe essere troppo breve e ci sono alcuni difetti difficili da ignorare, ma l'esperienza è divertente".
Alcuni revisori, come ad esempio Push Square, hanno elogiato la possibilità di esplorare le risoluzioni per i molti cliffhanger lasciati dai precedenti giochi di Kingdom Hearts. RPGamer ha affermato che se qualcuno voleva capire cosa è successo dal punto di vista della trama tra Kingdom Hearts II e Kingdom Hearts III, tale collezione di giochi era essenziale. The Independent ha elogiato il gameplay di A Fragmentary Passage definendolo "stupendo" e ha definito il viaggio di Aqua attraverso la Sala degli Specchi Magici "diabolicamente divertente". GameSpot ha anche elogiato l'inclusione nella compilation di nuove storie, e Game Informer ha definito i titoli "una buona preparazione per quello che ci aspetta".
Altri revisori, tuttavia, hanno considerato le storie confuse e hanno ritenuto che il gioco fosse solo un teaser di Kingdom Hearts III. Ars Technica ha dichiarato che i tre titoli non fossero collegati in alcun modo tra loro.  Ha anche citato la confusione con la storia di Dream Drop Distance, definendolo "incomprensibile e difficile da seguire con flashback, flashback all'interno di flashback". USgamer ha definito la compilation "un grande teaser" per Kingdom Hearts III. Game Informer ha anche affermato che il titolo fosse l'ennesimo gioco pensato per ammazzare il tempo prima dell'uscita dell'allora inedito Kingdom Hearts III.